# Karlene Haughton
Karlene Haughton, född 18 oktober 1972, är en friidrottare från Kanada. Hon deltog vid olympiska sommarspelen 2000.